# Ламе I (Мантова)
Ламе I је насеље у Италији у округу Мантова, региону Ломбардија.
Према процени из 2011. у насељу је живело 45 становника. Насеље се налази на надморској висини од 10 м.